# Воскресенівка (Синельниківський район)
Воскресе́нівка — село в Україні, у Васильківській селищній територіальній громаді Васильківського району Дніпропетровської області. У селі зареєстровано 449 осіб.

## Географія

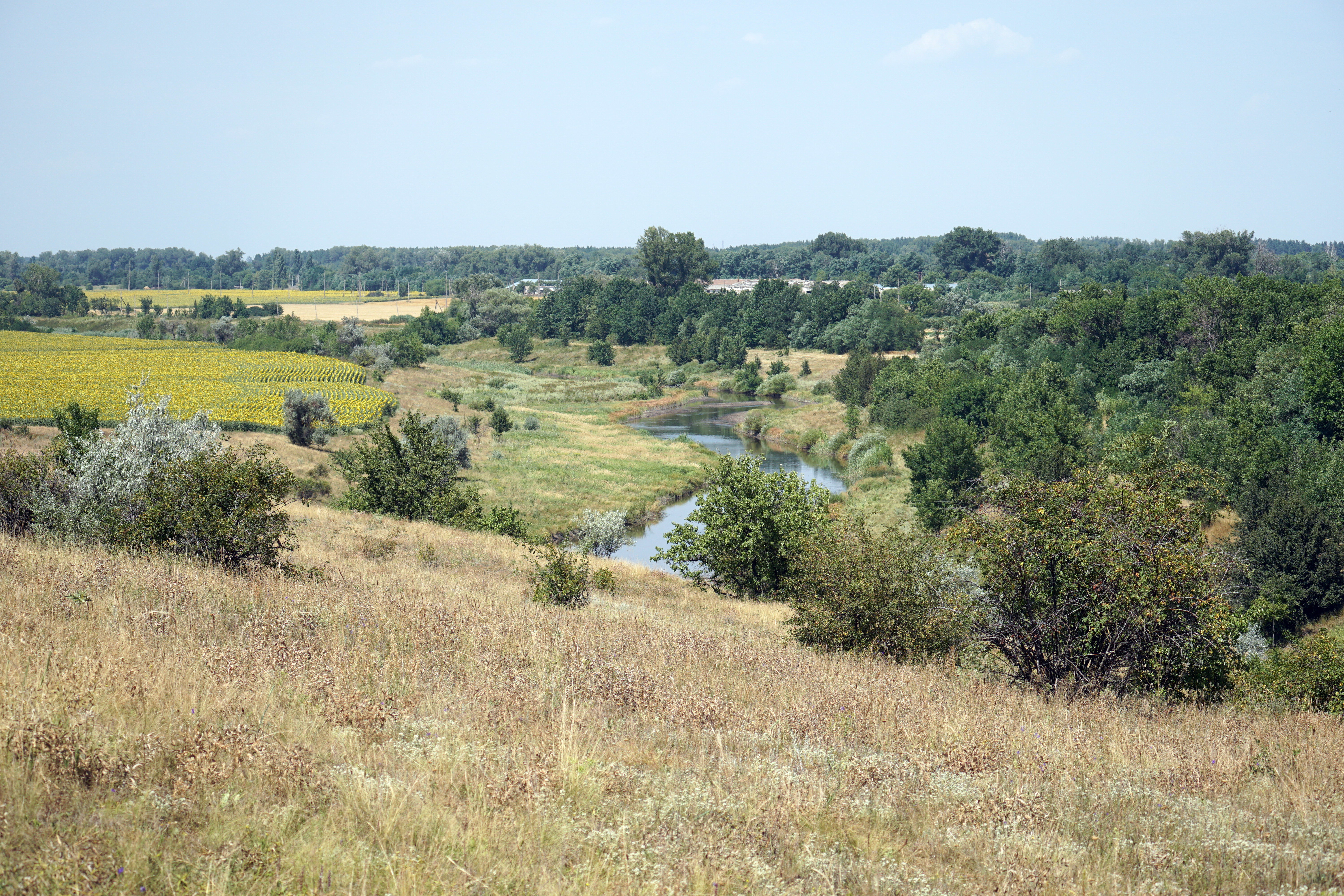
Річка Вовча поруч з селом

Село Воскресенівка розташоване на півночі Васильківського району на річці Вовча. На півдні межує з селом Богданівка, на сході з селом Коржове, на півночі з селом Великоолександрівка та на заході з селом Нововоскресенівка.
По селу протікає пересихаючий струмок з загатою. Поруч проходить автомобільна дорога Т 0408.

## Історія
- Кінець XVI століття - дата заснування як села Озерівка.
- XVII століття - в селі побудована церква «Святого Воскресіння», у цей же час село перейменовано в Воскресенівка.
- 12 червня 2020 року, відповідно до розпорядження Кабінету Міністрів України № 709-р від «Про визначення адміністративних центрів та затвердження територій територіальних громад Дніпропетровської області», увійшло до складу Васильківської селищної громади[1].
- 19 липня 2020 року, під час адміністративно-територіальної реформи та ліквідації Васильківського району, село увійшло до складу  новоутвореного Синельниківського району[2].

## Економіка
- Дружба-2000.

## Об'єкти соціальної сфери
- Школа I ступеня.
- Клуб.
- Фельдшерсько-акушерський пункт.

## Природоохоронні території

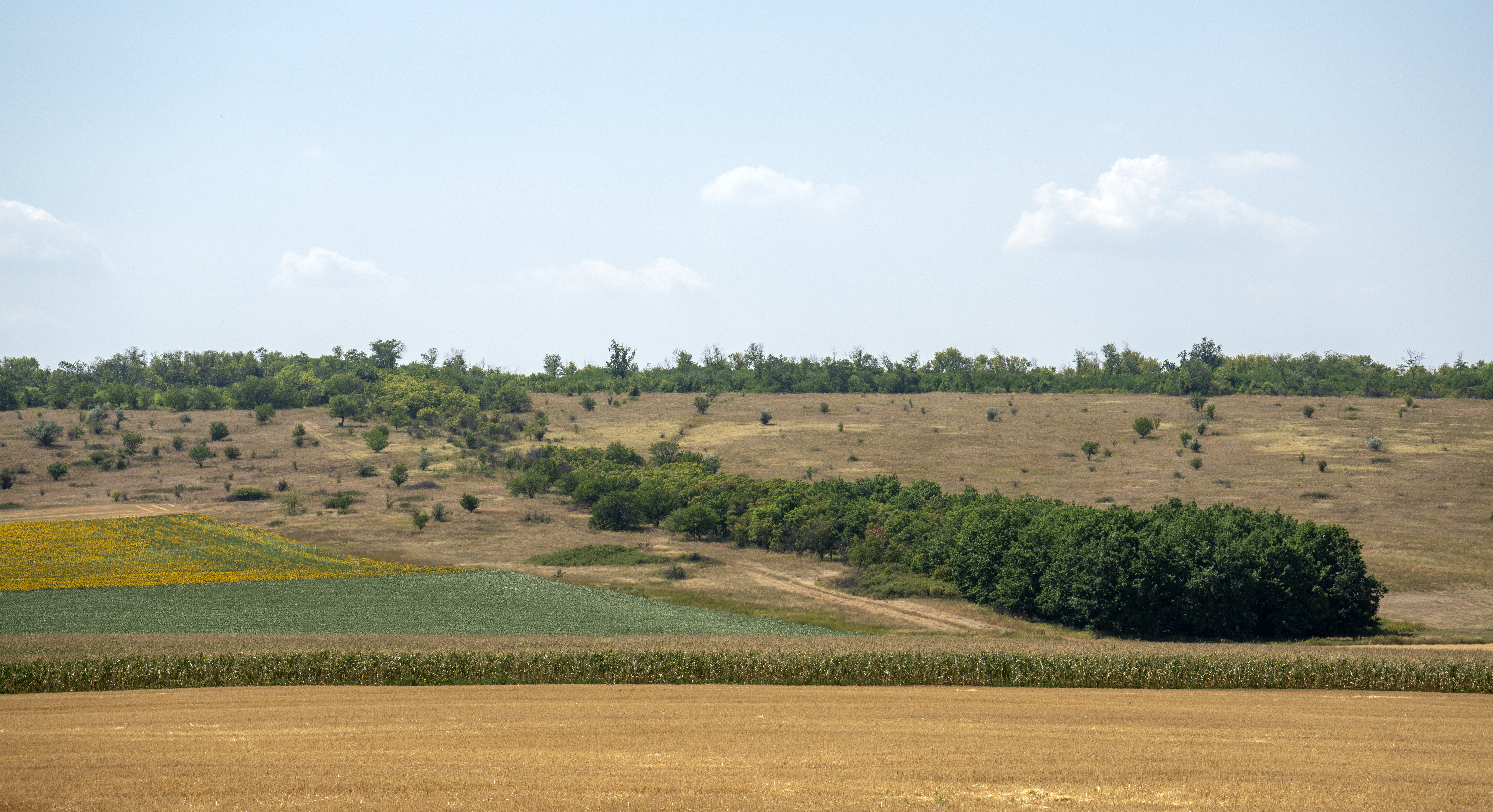
Заказник Балка Сад

Поряд з селом знаходиться ботанічний заказник місцевого значення Балка Сад.